# ديموغرافيا سياسية
يُقصد بالديموغرافيا السياسية دراسة العلاقة بين السياسة والتغير السكاني. ينبع التغير السكاني من الآليات الديمغرافية التقليدية: المواليد والوفيات والهيكل العمري والهجرة.
يوجد، رغم ذلك، في الديموغرافيا السياسية، مجال للاندماج، وكذلك تغيير الحدود والهوية، ما يمكن أن يعيد رسم حدود المجموعات السكانية بطريقة غير ممكنة مع السكان الأحياء. قد تأخذ التوقعات الديموغرافية السياسية العوامل الديمغرافية والتحولات الناجمة عن التغير الاجتماعي في الحسبان. يُعد برنامج السكان العالمي للمعهد الدولي لتحليل النظم التطبيقي، في لاكسنبورغ بالنمسا، أحد الرواد البارزين في مجال التوقعات السكانية على مستوى ما دون الدولة.
من بين القضايا التي تجري دراستها في سياق الديموغرافيا السياسية ما يلي: الزيادات الكبيرة في أعداد الشباب في العالم النامي، والزيادة الكبيرة في الشيخوخة في العالم المتقدم، وأثر التوسع الحضري. يدرس باحثو الديموغرافيا السياسية قضايا مثل النمو السكاني في سياق سياسي. يتأثر نمو السكان بالتوازن النسبي لمتغيرات كالوفيات والخصوبة والهجرة.
تزداد أعداد المسنين في عدد من أقوى دول العالم الحالي بسرعة، ويرجع ذلك، إلى حد كبير، إلى الانخفاض الكبير في معدلات الخصوبة والزيادات الكبيرة في متوسط العمر المتوقع. من المرجح تباطؤ اقتصادات تلك الدول، نتيجة تقلص تجمعات العمالة بها، وزيادة الإنفاق على المسنين. من المتوقع أن تنخفض القوى العاملة في اليابان وروسيا، بحلول عام 2050، بأكثر من 30%، في حين يتوقع أن تنخفض القوى العاملة الألمانية بنسبة 25% بحلول ذلك العام. تعهدت حكومات هذه البلدان بالتزامات مالية للمسنين من سكانها تستهلك نسبًا ضخمة من ناتجها المحلي الإجمالي. ستستهلك هذه الالتزامات، على سبيل المثال، واستنادًا إلى الأرقام الحالية، أكثر من 25% من الناتج المحلي الإجمالي لألمانيا وفرنسا واليابان بحلول عام 2040.

## الديموغرافيا السياسية والتطور
النجاح التناسلي التفاضلي هو الآلية التي يحدث من خلالها التطور. حدث ذلك، في كثير من فترات التاريخ البشري، عبر الهجرات وحروب الغزو، بحانب المرض والوفيات خلال المجاعات والحروب التي أثرت على قوة الإمبراطوريات والقبائل ودول المدن. لعبت الخصوبة التفاضلية دورًا أيضًا، رغم أنها عكست عادة توافر الموارد بدلًا من أن تعكس العوامل الثقافية. يزعم البعض أن الاختلاف الديمغرافي ما زال يؤثر في التطور الثقافي والسياسي، رغم أن الثقافة قد اِستحوذت على هذا الدور إلى حد كبير.

## التحول والدمقرطة والعولمة غير المتكافئة
فتح التحول الديمغرافي، منذ أواخر القرن الثامن عشر فصاعدًا، إمكانية حدوث تغير كبير داخل الوحدات السياسية وفي ما بينها. ربما لم تظهر الخصوبة التفاضلية إلا مؤخرًا كجانب رئيسي من جوانب الديموغرافيا السياسية، رغم أن كتابات بوليبيوس وشيشرون في العصور الكلاسيكية القديمة اشتكت من انخفاض خصوبة النخبة الارستقراطية بالمقارنة مع منافسيها البربريين الأكثر خصوبة.
حدث ذلك بسبب التقدم الطبي الذي خفض معدل وفيات الرضع في الوقت الذي تلاشت فيه هجرات الغزو كعامل مؤثر في التاريخ العالمي. لا تلعب كذلك الاختلافات في مستويات المناعة ضد الأمراض المعدية بين السكان دورًا رئيسيًا في عصرنا الذي يتميز بوجود الطب الحديث والتعرض الكبير لمجموعة الأمراض الشائعة.
لا يعتمد مسار التحول الديمغرافي بقدر كبير على حقيقة أنه أصبح أكثر كثافة وتفاوتًا في أواخر القرن العشرين مع انتشاره في العالم النامي. تصلح التحولات غير المتكافئة لمعدلات نمو متباينة بين الجماعات المتنافسة. تتضخم هذه التغيرات بدورها عبر الدمقرطة، التي ترسخ حكم الأغلبية، وتميز قوة الأرقام في المجال السياسي على نحو لم يسبق له مثيل.
تميل الانتخابات، في العديد من الديمقراطيات الجديدة التي تسودها الصراعات العرقية والدينية، لتكون أقرب إلى التعداد السكاني، فتسعى الجماعات إلى «الفوز بالتعداد السكاني». تكافح الأحزاب العرقية من أجل زيادة دوائرها الانتخابية عبر تشجيع زيادة النسل، ومعارضة تنظيم الأسرة، ومحاولة كسب تعداد السكان ونتائج الانتخابات.

### الصراع العرقي والقومي والحضاري
يدرس أحد فروع الديموغرافيا السياسية كيفية تأثير اختلافات النمو السكاني بين الدول القومية والأديان والجماعات العرقية والحضارات على توازن القوى في ما بين هذه الأطراف السياسية الفاعلة. على سبيل المثال، كان من المتوقع أن يكون عدد سكان إثيوبيا أكبر من عدد سكان روسيا في عام 2020، وفي حين تواجد 3.5 أوروبي لكل أفريقي في عام 1900، سيتواجد أربعة أفارقة لكل أوروبي في عام 2050. لطالما أخذ السكان في حسبانهم القوة القومية بدرجة ما، ومن غير المرجح أن تترك هذه التغيرات النظام العالمي دون أن يتأثر بها.
يمكن ملاحظة نفس الديناميكية داخل البلدان بسبب تفاوت النمو السكاني العرقي. زاد الكاثوليك الأيرلنديون في أيرلندا الشمالية تعدادهم السكاني من خلال ارتفاع معدلات المواليد وزيادة زخم الهيكل العمري لسن الشباب من 35% إلى ما يقرب من 50% من إجمالي السكان بين عامي 1965 و2011. حدثت تغييرات مماثلة، تأثرت كذلك بالهجرة الداخلية والخارجية، في بلدان منها الولايات المتحدة (الهسبان)، وإسرائيل فلسطين (اليهود والعرب)، وكوسوفو (الألبان)، ولبنان (الشيعة مع تراجع أعداد المسيحيين)، وناغورنو كاراباخ (الأرمن).
من المحتمل أن يؤدي نمو الهسبان والآسيويين، والتشكيل العمري للشباب الهسبان في مقابل البيض، في الولايات المتحدة، إلى إمالة المزيد من الولايات بعيدًا عن الحزب الجمهوري. من ناحية أخرى، فإن ميزة خصوبة المحافظين على الناخبين البيض الليبراليين كبيرة ومتنامية، بالتالي يستعد الجمهوريون للفوز بنصيب أكبر من أصوات البيض، ولا سيما على المدى الطويل الذي يمتد من 50 إلى 100 عام.
ساهم ارتفاع معدلات المواليد من الأصوليين الدينيين ضد العلمانيين والمعتدلين، وفقًا للباحث إريك كوفمان المقيم في لندن، في زيادة الأصولية الدينية وتضاؤل الدين المعتدل داخل الجماعات الدينية، كما هو الحال في إسرائيل والولايات المتحدة والشرق الأوسط الإسلامي. يفترض كوفمان أيضًا، مزودًا بالتجارب من عدد من البلدان، أن هذا سيتعزز أكثر من خلال ارتفاع معدلات استمرار الأصوليين الدينيين، إذ يقل احتمال أن يصبح أفراد الأسر الأصولية دينيًا غير ملتزمين دينيًا مقارنة بغيرهم. انظر أيضًا التركيبة السكانية الدينية.

## الفروع الأخرى للديموغرافيا السياسية
تتناول مجالات أخرى في الديمغرافيا السياسية الأثر السياسي للنسب المختلة بين الجنسين (التي تنجم عادة عن وأد الإناث أو الإهمال)، والتحضر، والهجرة العالمية، والصلات بين السكان والبيئة والنزاعات.

## التخصصات الناشئة
لا تزال دراسة الديموغرافيا السياسية في مراحلها الأولى ويمكن إرجاعها إلى أعمال شخصيات مختلفة كجاك غولدستون، الذي غالبًا ما يعتبر أبو الديموغرافيا السياسية. استرعى هذا الموضوع، منذ عام 2000، انتباه مقرري السياسات والصحفيين، ويبرز الآن كتخصص فرعي أكاديمي. تظهر هيئات معنية بالديموغرافيا السياسية في مؤتمرات الديموغرافيا كرابطة سكان أمريكا، والرابطة الأوروبية للدراسات السكانية. يتواجد حاليًا قسم الديموغرافيا السياسية في جمعية الدراسات الدولية. انعقد كذلك عدد من المؤتمرات الدولية الهامة بشأن هذا الموضوع منذ عام 2006.